# Birger Sjöberg

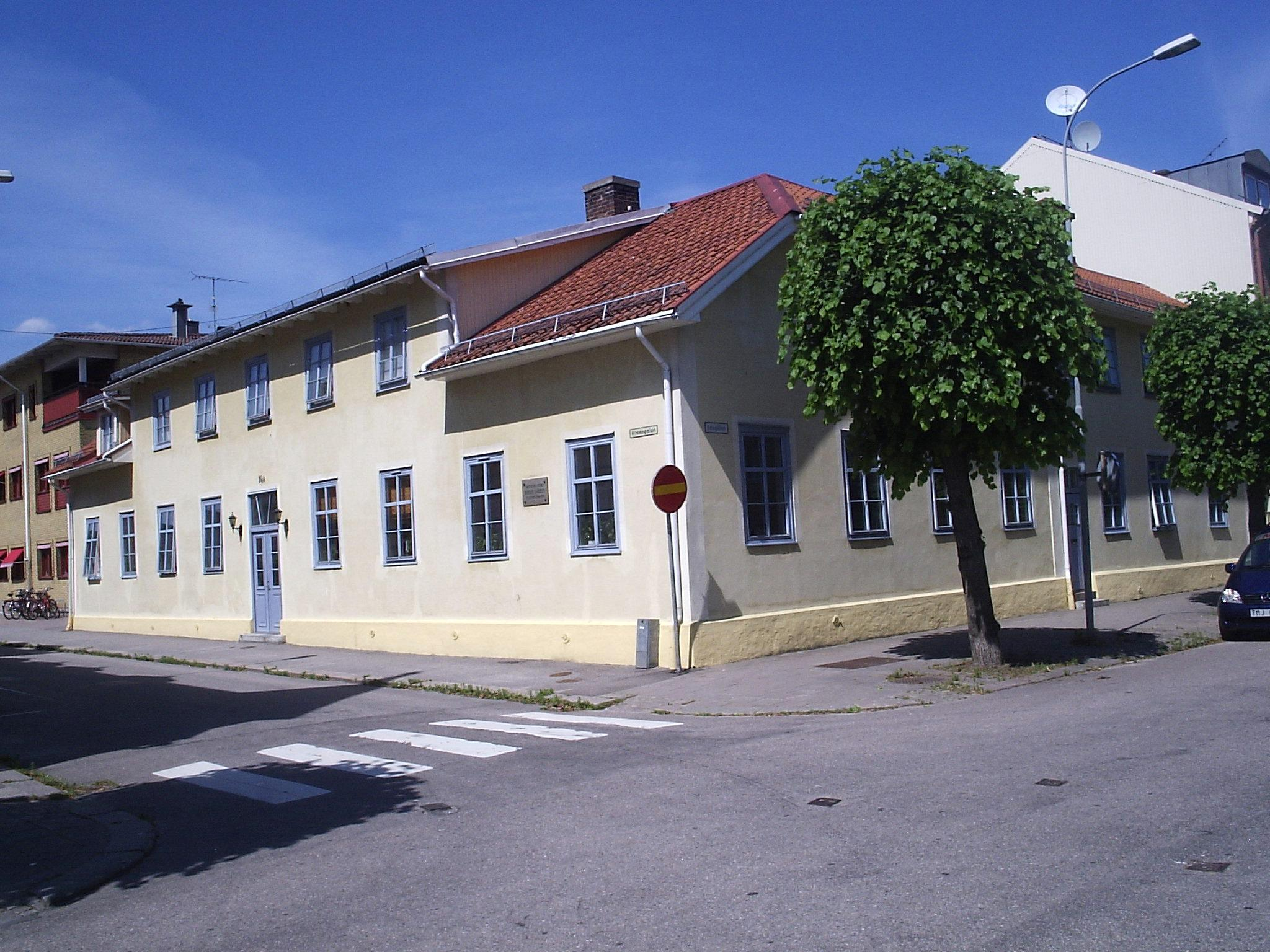
Birger Sjöbergs barndomshem i Vänersborg

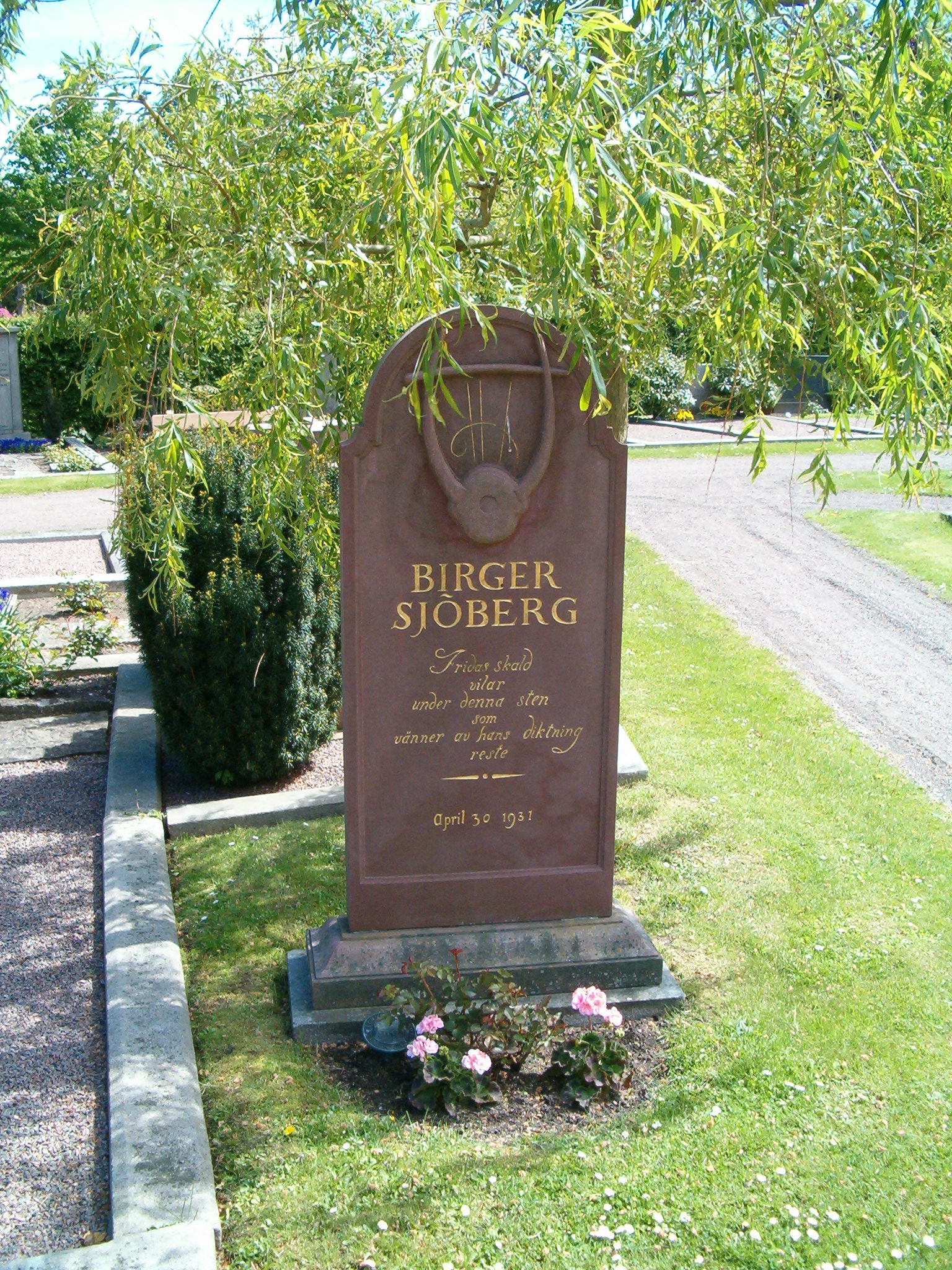
Birger Sjöbergs gravsten på Donationskyrkogården i Helsingborg.

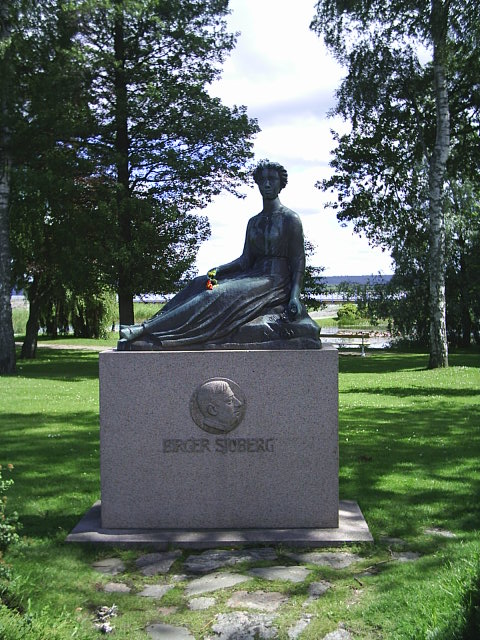
Staty i Skräckleparken, Vänersborg: Birger Sjöbergs Frida. Skulptör: Axel Wallenberg

Birger Sjöberg, född 6 december 1885 i Vänersborg, Västergötland, död 30 april 1929 i Växjö, Småland, var en svensk skald, kompositör, vissångare, författare och journalist. Han är känd för vissamlingen Fridas bok (ibland felaktigt kallad "Fridas visor"), romanen Kvartetten som sprängdes och det modernistiska diktverket Kriser och kransar.

## Biografi
Sjöberg föddes 1885 i Vänersborg. Hans föräldrar, Gustaf och Anna Sjöberg, ägde en liten klädaffär vid torget i Vänersborg. De hade ganska god ekonomi, så Birger och hans två bröder Gustaf (Gösta) (född 1880) och Erik (född 1891) hade det relativt gott ställt i unga år. När Birger var tretton år tvingades föräldrarnas affär slå igen efter hård konkurrens från andra butiker. Han blev då tvungen att tänka på sin försörjning. 
I skolan gick det inte så bra för Birger; han fick C i flit och D i uppförande. Trots detta lyckades han få plats som lärling hos en K A Vikners fotografiateljé 1899–1900, men utan lön.  År 1900 lämnade han Vänersborg och begav sig till Stockholm. Där arbetade Sjöberg som guldsmedslärling, och sedan som bodbiträde. Han stannade dock inte länge, utan återvände redan 1901 till Vänersborg, där han i maj 1903 fick plats som bodbiträde i Georg Nyströms jern-, färg- och tapetaffär.
År 1906 återvände han till Stockholm. Hans bror Gösta hade fått plats på Stockholms Dagblad och bjöd föräldrarna och bröderna att bo med honom. Så småningom fick Birger också anställning som journalist på tidningen genom förmedling av en av broderns vänner, John Gustaf Christensén. I Stockholms Dagblad publicerade han sina första dikter om Frida.
Birger fick sedan jobb på Helsingborgs-Posten. Den ägdes av Christensén, som bad de båda bröderna att följa med till Skåne. I Skåne hade Sjöberg inte lika stor framgång med sina dikter, och tids nog minskades hans tillfällen att publicera sig då han blev redaktionssekreterare. Hans dikter och visor framfördes nu mera i privata sällskap. Sedan båda föräldrarna dött (med fem års mellanrum) flyttade Birger år 1918 till Ramlösa, och 1921 skaffade han Villa Daghill, som skulle bli hans hem resten av livet.
1922 utkom hans debut, Fridas bok. En kort tid turnerade han och framträdde, men hans scenskräck satte snart stopp för detta. 1924 kom hans romandebut, Kvartetten som sprängdes, som blev en stor succé. Sjöbergs ångest och rädsla fick i stället sitt uttryck i Kriser och kransar som fick ett sämre mottagande. I slutet av april 1929 tilldelades han De Nios pris, men låg då redan medvetslös och nåddes inte av budet. Han avled av dubbelsidig lunginflammation på Växjö stadshotell.
Sjöberg efterlämnade mängder med utkast till dikter som publicerades postumt, bl.a. i Fridas andra bok 1929. Han led av bipolär sjukdom, vilket både drev och hämmade hans produktivitet.
Birger Sjöberg ligger begravd på Donationskyrkogården i Helsingborg. Gravstenen blev vandaliserad kring nyåret 2007/2008 och skadorna var så omfattande att den fick ersättas med en nytillverkad kopia.

## Betydelse
I Kriser och kransar skapade Sjöberg, närmast på egen hand, med inspiration främst från Shakespeare, ett modernistiskt formspråk som blandade traditionell vers med djärva metaforer och okonventionell syntax. Det har påverkat senare svenska poeter som Hjalmar Gullberg och Johannes Edfelt.
Visorna i Fridas bok har inte blivit lika vitt spridda som Taubes och Bellmans visor. De är musikaliskt mer krävande och mindre allsångsvänliga i sin diskreta ironi över småstadslivets begränsningar och poetiska klichéer. 
Sjöbergs minne vårdas sedan 1961 av Birger Sjöberg-sällskapet. Den senaste stora biografin, Skrivaredans. Birger Sjöbergs liv och diktning (1999), har skrivits av Johan Svedjedal. I hemstaden Vänersborg är Birger Sjöberggymnasiet uppkallat efter honom.

### Postum utgivning
- Birger Sjöberg-sällskapet. 1962, Studier och fragment. Vänersborg: Sällsk. 1962. Libris 3685758
- Birger Sjöbergs samlade dikter. Vår tids lyrik, 99-0158080-3. Stockholm: Bonnier. 1963. Libris 1706457 - Redaktör: Nils Molin.
- Fragment / utgivna av Eva Hættner Aurelius. Vänersborg: Birger Sjöberg sällskapet. 2013. Libris 14769767. ISBN 9789197490764. https://litteraturbanken.se/f%C3%B6rfattare/Sj%C3%B6bergB/titlar/Fragment/sida/3/faksimil?om-boken
- Fridas andra bok. Stockholm: Bonnier. 1929. Libris 1343345. https://litteraturbanken.se/f%C3%B6rfattare/Sj%C3%B6bergB/titlar/FridasAndraBok/sida/1/etext?om-boken
- Fridas tredje bok: ett urval posthuma småstadsvisor om Frida och Naturen, om Döden och Universum. FIB:s lyrikklubbs bibliotek, 0425-5232 ; 24. Stockholm: FIB:s lyrikklubb. 1956. Libris 12545 - Redaktör: Staffan Larsson.
- Minnen från jorden : efterlämnade dikter / Birger Sjöberg ; utvalda av Ernst Norlind och August Peterson. Stockholm: Bonnier. 1940. Libris k3lv6121hqc1bngj. https://gupea.ub.gu.se/2077/79942
- Syntaxupproret. FIB:s lyrikklubbs bibliotek, 0425-5232 ; 13. Stockholm: FIB:s lyrikklubb. 1955. Libris 1416110 - Redaktör: Staffan Larsson.

## Diskografi
Genom åren har klassiska sångare som Folke Sällström, Ingvar Wixell och Lars Bertil Jönsson, trubadurer som Fred Åkerström, Torgny Björk, Björn Johansson, Axel Falk och Maria Lindström och sjungande skådespelare som Ernst-Hugo Järegård, John Harryson och Jan-Olof Strandberg gjort sig bemärkta genom att tolka Fridas visor. Även Ulf Dageby, Mikael Samuelson, Tommy Körberg och Tage Danielsson har sjungit Sjöberg, den senare i filmen Släpp fångarne loss – det är vår!. 

### Ett urval inspelningar
- Sjöberg, Birger; Björk, Torgny (1994). Åter till Frida : 20 visor. CD 501 56. Stockholm: YTF. Libris 9343437
- Sjöberg, Birger; Dageby, Ulf, & Skymningskvartetten (1987). Minnen från jorden : sena dikter av Birger Sjöberg. DISLP 2006. S.l.: Discreet Records Svensk Mediedatabas.
- Sjöberg, Birger; Ericson Uno (1996). Fridas visor på 78:or [Birger Sjöberg-sällskapets "årsbok" 1996]. Vänersborg: Birger Sjöberg-sällsk. Libris 8432817
- Sjöberg, Birger; Falk, Axel (1982). Axel Falk sjunger Birger Sjöberg. AF-5831. S.l.: Viston Svensk Mediedatabas.
- Sjöberg, Birger; Falk, Axel (1986). Axel Falk sjunger Birger Sjöberg [2]. YTF-50700. Stockholm: YTF Svensk Mediedatabas.
- Sjöberg, Birger; Jönsson, Lars Bertil (1975). Fridas bok av Birger Sjöberg. ALP 2002/3. Stockholm: Artist i samarbete med Birger Sjöbergssällskapet Svensk Mediedatabas.
- Sjöberg, Birger; Körberg, Tommy (1973). Tommy Körberg sjunger Birger Sjöberg. SLP-2540. Stockholm: Sonet Svensk mediedatabas. Ingår även i 4 CD original album classics
- Sjöberg, Birger (2005). Solens röda äpple : Maria Lindström sjunger Birger Sjöberg [Birger Sjöbergs-sällskapets "årsbok" 2005]. YTFR 116. Stockholm: YTF. Libris 9946062
- Sjöberg, Birger; Samuelson, Mikael, & Bergström, Mats (1989). Ängslans gröna jord, ur Fridas visor Songs for Frida. Musica Sveciae MSCD 623. Stockholm: Musica Sveciae. Libris 8862838
- Sjöberg, Birger; Strandberg Jan-Olof (1998) (på obestämt språk). En timme med Birger Sjöberg. PCD-046. Stockholm: Prophone. Libris 11554198

## Fridas visor
De mest kända visorna ur Fridas bok (1922) och Fridas andra bok (1929):
- "Den första gång jag såg dig"
- "Längtan till Italien"
- "Släpp fångarne loss – det är vår!"
- "Bleka dödens minut"
- "Finge Frida rätt"
- "Frida i vårstädningen"
- "Aftontankar vid Fridas ruta"
- "Frida sörjer sommaren"
- "Samtal om universum"
- "I Spaniens månsken"
- "På begäran"
- "På Richelieus tid"
- "Lilla Paris"
- Fjärilen på Haga; sångtexten på Wikisource